# Global

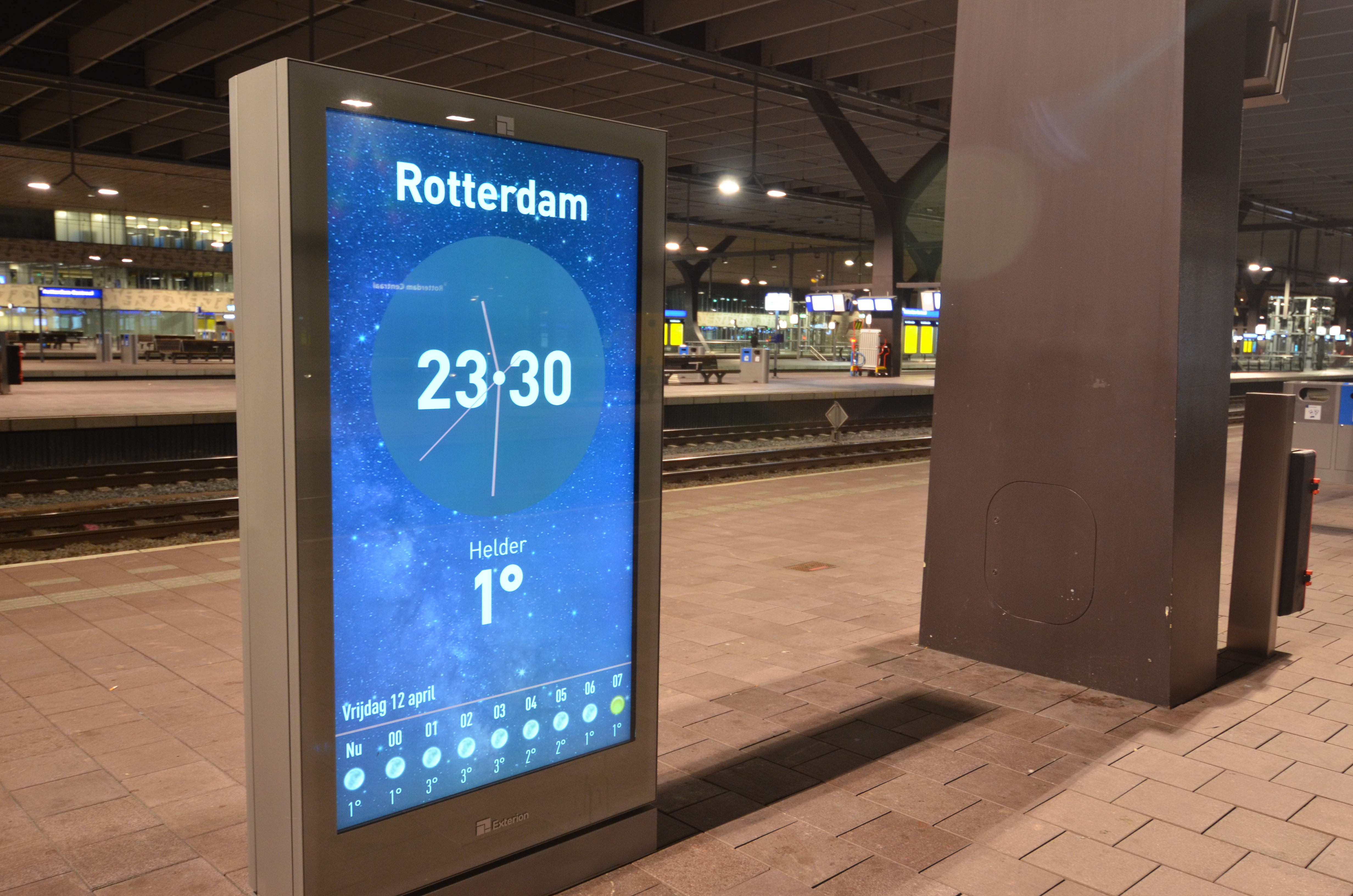
Een digitaal reclamebord van Exterion op Station Rotterdam Centraal.

Global (voorheen CBS Outdoor en Viacom Outdoor) is een Britse buitenreclame-exploitant.
Het bedrijf was voorheen onderdeel van Viacom en het mediaconglomeraat CBS Corporation. In januari 2014 werd de naam van CBS Outdoor gewijzigd in Exterion Media. Deze wijziging volgde op de overname in september 2013 van CBS Outdoor International door Platinum Equity, een private-equitybedrijf. Eind 2018 nam Global Media & Entertainment Group het bedrijf over. Door overnames werd het tankstation-netwerk van MMD Media toegevoegd in 2019 en het digitale Supermarkt-netwerk van Centercom in 2021. In 2022 verdween ook de naam Exterion Media en ging het verder als Global. In 2024 breidt Global zijn digitale out-of-home-netwerk uit met de overname van Hillenaar Outdoor. Hillenaar Outdoor nam eerder concurrent OOHA Media uit Barneveld over in 2023.
In Nederland is het bedrijf al jarenlang marktleider op het gebied van buitenreclame. Het verzorgt advertenties op verschillende type media, inclusief Digital Out-of-Home, op straat, op NS-stations, bij tankstations, in winkelcentra en met masten langs de snelweg.
Global heeft ook de radiozenders Capital, Classic FM en Gold in handen.